# Zdzisław (archevêque de Gniezno)
Pour les articles homonymes, voir Zdzisław.
Zdzisław  fut archevêque de Gniezno v. 1177 à 1181.
Zdzisław est mentionné dans un document l'abbaye de Lubiąż, daté du 26 avril 1177. Il préside une assemblée à Pâques en 1179 et la convention des évêques et barons polonais organisée par Kazimierz II en 1180. Il est mentionné dans une bulle du pape Alexandre III datée du 28 mars 1181. La date de sa mort n'est pas connue avec certitude mais il est sans doute mort dans les années 1180.